# Pasquale Frisenda
Pasquale Frisenda (Milano, 8 gennaio 1970) è un fumettista italiano.

## Biografia
Nel 1985 inizia a frequentare la Scuola di Fumetto e Illustrazione del Castello Sforzesco di Milano, e in quegli anni stabilisce un saltuario contatto con lo Studio Comix di Carlo Ambrosini, Enea Riboldi e Giampiero Casertano. Nel 1988 inizia a collaborare con la rivista Cyborg, rivista per cui realizza diverse illustrazioni e la sua prima storia a fumetti: Tenebra, su testi di Michele Masiero.
Il grande salto avviene nel 1990 quando entra nel team di disegnatori della seconda serie di Ken Parker lavorando al Ken Parker Magazine edito dalla Parker Editore. Successivamente la testata viene assorbita dalla Sergio Bonelli Editore, casa editrice per cui Frisenda realizza il primo speciale di Ken Parker (in collaborazione con Laura Zuccheri nella parte conclusiva dell'albo), intitolato I condannati, storia che per anni ha indicato l'ultima destinazione nota nella saga del personaggio creato da Giancarlo Berardi e Ivo Milazzo.
Nel 1996 Frisenda approda ai disegni della serie di Magico Vento, dove esordisce nell'ottobre 1997 con la storia intitolata La bestia scritta da Gianfranco Manfredi, il creatore del personaggio. Per Magico Vento Frisenda disegna alcune storie particolarmente apprezzate dai lettori, come Windigo, La mano sinistra del diavolo e Il Mostro di Hogan. A partire dal numero 32 (L'incendio di Chicago, febbraio 2000) raccoglie anche il testimone di Andrea Venturi come copertinista, impegno che svolge fino al numero 75 (Torce umane, settembre 2003). Per Magico Vento, Frisenda realizzerà in tutto 14 albi.
Conclusasi l'esperienza su Magico Vento, la Sergio Bonelli Editore assegna a Frisenda l'incarico di realizzare il Texone del 2009 (il n. 23, intitolato Patagonia), la sua prima opera per Tex, il celebre fumetto della casa editrice milanese, su una sceneggiatura di Mauro Boselli supevisionata dallo stesso Sergio Bonelli, mentre la sua prima storia sulla serie inedita mensile esce nel 2013; si intitola Il segreto del Giudice Bean e i testi sono ancora di Boselli. Sempre per la serie di Tex, Frisenda realizza nel 2016 una breve storia intitolata Sparate sul pianista (pubblicata sul Color Tex n.12). Nel 2015 Patagonia viene scelta come storia per inaugurare in Portogallo la collana dedicata a Tex edita dalla casa editrice Polvo.
Nel 2010 realizza una breve storia per la collana Dylan Dog Color Fest, intitolata Il Grido muto, su testi di Luigi Mignacco.
Nel 2012 il disegnatore milanese collabora al progetto 150° - Storie d'Italia dedicato ai 150 anni dell'Unità d'Italia, e precisamente con l'episodio n. 4, intitolato Il postino, ambientato a Firenze nel 1945 durante il ritiro dei nazisti dalla città. Le storie, sei in tutto, sono state raccolte in due volumi editi dalla San Paolo in collaborazione con il MUF, il Museo del Fumetto e dell'Immagine di Lucca.
Sempre nel 2012 Frisenda realizza una serie di illustrazioni per Malacarn, un CD del gruppo musicale dei Uaragniaun, che ha come tema portante i racconti e i canti dei briganti che si sono mossi nel centro e nel sud dell'Italia negli ultimi anni del 1800.
Nel 2013, durante l'edizione di Lucca Comics & Games, al MUF gli viene dedicata una delle tre mostre pensate per celebrare alcuni maestri del fumetto western italiano, e per l'occasione Frisenda disegna 7 illustrazioni inedite che vengono poi racchiuse nel portfolio Il West di Pasquale Frisenda, insieme ad una carrellata di altre immagini dell'autore.
Nel 2016 esordisce sulla collana della Sergio Bonelli Editore Le Storie, precisamente nel n.47 con la storia intitolata Sangue e ghiaccio scritta da Tito Faraci.
Nel 2017 Frisenda è impegnato nella realizzazione di alcuni episodi di Deadwood Dick, miniserie a fumetti edita dalla Sergio Bonelli Editore e tratta dai racconti di Joe Lansdale che fa il suo esordio nelle edicole nel 2018. Le storie disegnate da Frisenda sono sceneggiate da Maurizio Colombo.
Nel 2018 e 2019 il disegnatore si dedica invece alla realizzazione di una storia di genere fantascientifico intitolata Peaux Épaisses per le case editrici francesi Humanoïdes Associés ed Éditions Critic. Il volume viene pubblicato nel 2021.
Nell'edizione 2019 di Lucca Comics & Games viene annunciato dalla Sergio Bonelli Editore il suo coinvolgimento nella trasposizione a fumetti di uno dei maggiori romanzi della letteratura italiana, Il deserto dei Tartari di Dino Buzzati su sceneggiatura di Michele Medda. Uscito nel 2024 e presentato in anteprima al Salone del libro di Torino, il volume riscuote ampio consenso nella critica specializzata e tra i lettori.
Frisenda è stato insignito di diversi premi fumettistici, tra cui il Premio INCA per la Miglior copertina nel 2000, il Premio Fumo di china nelle categorie miglior disegnatore realistico e miglior copertinista nel 2001, il Premio Milano Cartoomics nella categoria miglior disegnatore nel 2001, il Premio INCA come miglior copertinista nel 2001, il Premio Fumo di china come miglior disegnatore realistico nel 2004, il Gran Guinigi nel 2009 in qualità di miglior disegnatore dell'anno grazie al suo lavoro svolto sul texone intitolato Patagonia, un volume che riceve nel 2010 anche una menzione speciale ai premi Micheluzzi del Napoli Comicon e il Premio Ayaaaak a Milano Cartoomics nella categoria Miglior storia del 2009. Nel 2025 si è aggiudicato il premio come Miglior disegnatore al referendum ANAFI (Associazione Nazionale Amici del Fumetto e dell'Illustrazione) per il lavoro svolto sulla versione a fumetti de Il deserto dei Tartari, progetto premiato dall'ANAFI anche come Miglior volume.